# Gummastorpasjön
Der Gummastorpasjön ist ein See in den schwedischen Gemeinden Kristianstad und Östra Goinge.
Südlich des Sees liegt der Ort Torsebro sowie die historische Pulverfabrik Torsebro von der ein Wanderweg zum Südufer des Sees führt. Östlich des Sees fließt der Helge å an dessen rechten Ufer er, abgegrenzt nur durch eine schmale Landzunge, liegt. Am Südostende des Sees besteht ein Zugang zum Helge å. Der See hat in Nord-Süd-Richtung eine Ausdehnung von etwa 1,5 Kilometern und in West-Ost-Richtung von bis zu 450 Metern. Er bedeckt eine Fläche von 0,88 km². Der äußerste nördliche Teil des Gummastorpasjön gehört zur Gemeinde Östra Goinge der übrige Teil zur Gemeinde Kristianstad. Im See befinden sich mehrere kleine Inseln.

## Belege
1. ↑  Informationen zum Gummastorpasjön im Vatteninformationssystem Sverige (Memento des Originals vom 7. März 2016 im Internet Archive)  Info: Der Archivlink wurde automatisch eingesetzt und noch nicht geprüft. Bitte prüfe Original- und Archivlink gemäß Anleitung und entferne dann diesen Hinweis. (schwedisch), abgerufen am 5. Mai 2016